# Дзюдо на Европейских играх 2015
Соревнования по дзюдо на Европейских играх 2015 года прошли в столице Азербайджана, в городе Баку с 25 по 28 июня. Были разыграны 18 комплектов наград. Соревнования, на которых принимало участие 350 спортсменов (209 мужчин и 141 женщин), прошли в Арене имени Гейдара Алиева.
О том, что в рамках Европейских игр 2015 пройдут соревнования и по дзюдо было известно ещё в 2012 году.
В апреле 2014 года стало известно, что в рамках соревнований по дзюдо пройдут и состязания среди паралимпийцев. Соревнования проводились в двух категориях — в весе 90 кг и выше у мужчин и до 75 кг у женщин.
В феврале 2015 года стало известно, что Европейский союз дзюдо лишил британский Глазго права на проведение чемпионата Европы-2015, который должен был пройти в апреле. Чемпионат Европы по дзюдо 2015 года прошёл в Баку в рамках Европейских игр.

## Календарь
| ЦО | Церемония открытия | 5 | Финалы соревнований |

| Июнь  | Июнь  | 12 Пт | 13 Сб | 14 Вс | 15 Пн | 16 Вт | 17 Ср | 18 Чт | 19 Пт | 20 Сб | 21 Вс | 22 Пн | 23 Вт | 24 Ср | 25 Чт | 26 Пт | 27 Сб | 28 Вс | Медали |
| ----- | ----- | ----- | ----- | ----- | ----- | ----- | ----- | ----- | ----- | ----- | ----- | ----- | ----- | ----- | ----- | ----- | ----- | ----- | ------ |
| Дзюдо | Дзюдо | ЦО    |       |       |       |       |       |       |       |       |       |       |       |       | 5     | 6     | 5     | 2     | 18     |

## Медали

### Мужчины
| Дисциплина                      | Золото                     | Серебро                    | Бронза                                                |
| ------------------------------- | -------------------------- | -------------------------- | ----------------------------------------------------- |
| до 60 кг                        | Беслан Мудранов Россия     | Орхан Сафаров Азербайджан  | Людовик Шаммартен Швейцария Амиран Папинашвили Грузия |
| до 66 кг                        | Камал Хан-Магомедов Россия | Лоик Корваль Франция       | Михаил Пуляев Россия Себастьян Зайдль Германия        |
| до 73 кг                        | Саги Муки Израиль          | Нугзар Таталашвили Грузия  | Рок Дракшич Словения Дирк ван Тихелт Бельгия          |
| до 81 кг                        | Автандил Чрикишвили Грузия | Иван Нифонтов Россия       | Александр Вичерчак Германия Лоик Пьетри Франция       |
| до 90 кг                        | Кирилл Денисов Россия      | Варлам Липартелиани Грузия | Илиас Илиадис Греция Гийом Элмонт Нидерланды          |
| до 100 кг                       | Хенк Грол Нидерланды       | Лукаш Крпалек Чехия        | Тома Никифоров Бельгия Сириль Маре Франция            |
| от 100 кг                       | Адам Окруашвили Грузия     | Ор Сассон Израиль          | Ренат Саидов Россия Яков Хаммо Украина                |
| команда                         | Франция                    | Грузия                     | Россия Украина                                        |
| от 90 кг (паралимпийское дзюдо) | Ильхам Закиев Азербайджан  | Александр Поминов Украина  | Александр Парасюк Россия Закир Мислимов Азербайджан   |

### Женщины
| Дисциплина                      | Золото                      | Серебро                       | Бронза                                             |
| ------------------------------- | --------------------------- | ----------------------------- | -------------------------------------------------- |
| до 48 кг                        | Шарлин ван Сник Бельгия     | Эбру Шахин Турция             | Эва Черновицки Венгрия Ирина Долгова Россия        |
| до 52 кг                        | Андрея Кицу Румыния         | Аннабелль Эрани Франция       | Марен Кре Германия Наталья Кузютина Россия         |
| до 57 кг                        | Телма Монтейру Португалия   | Хедвиг Каракаш Венгрия        | Нора Гякова Косово Мириам Ропер Германия           |
| до 63 кг                        | Мартина Трайдос Германия    | Тина Трстеняк Словения        | Ярден Джерби Израиль Кларисс Агбеньену Франция     |
| до 70 кг                        | Ким Поллинг Нидерланды      | Лаура Варгас-Кох Германия     | Бернадетте Граф Австрия Шцаундра Дидрих Германия   |
| до 78 кг                        | Мархинде Веркерк Нидерланды | Луиза Мальцан Германия        | Анамари Веленшек Словения Гюше Стенхёйс Нидерланды |
| от 78 кг                        | Эмили Андеоль Франция       | Ясмин Кюльбс Германия         | Белькыз Зехра Кая Турция Светлана Ярёмка Украина   |
| команда                         | Франция                     | Германия                      | Италия Словения                                    |
| до 57 кг (паралимпийское дзюдо) | Инна Черняк Украина         | Сабина Абдуллаева Азербайджан | Наталья Николайчик Украина Рамона Бруссиг Германия |

## Фотогалерея

Фотогалерея
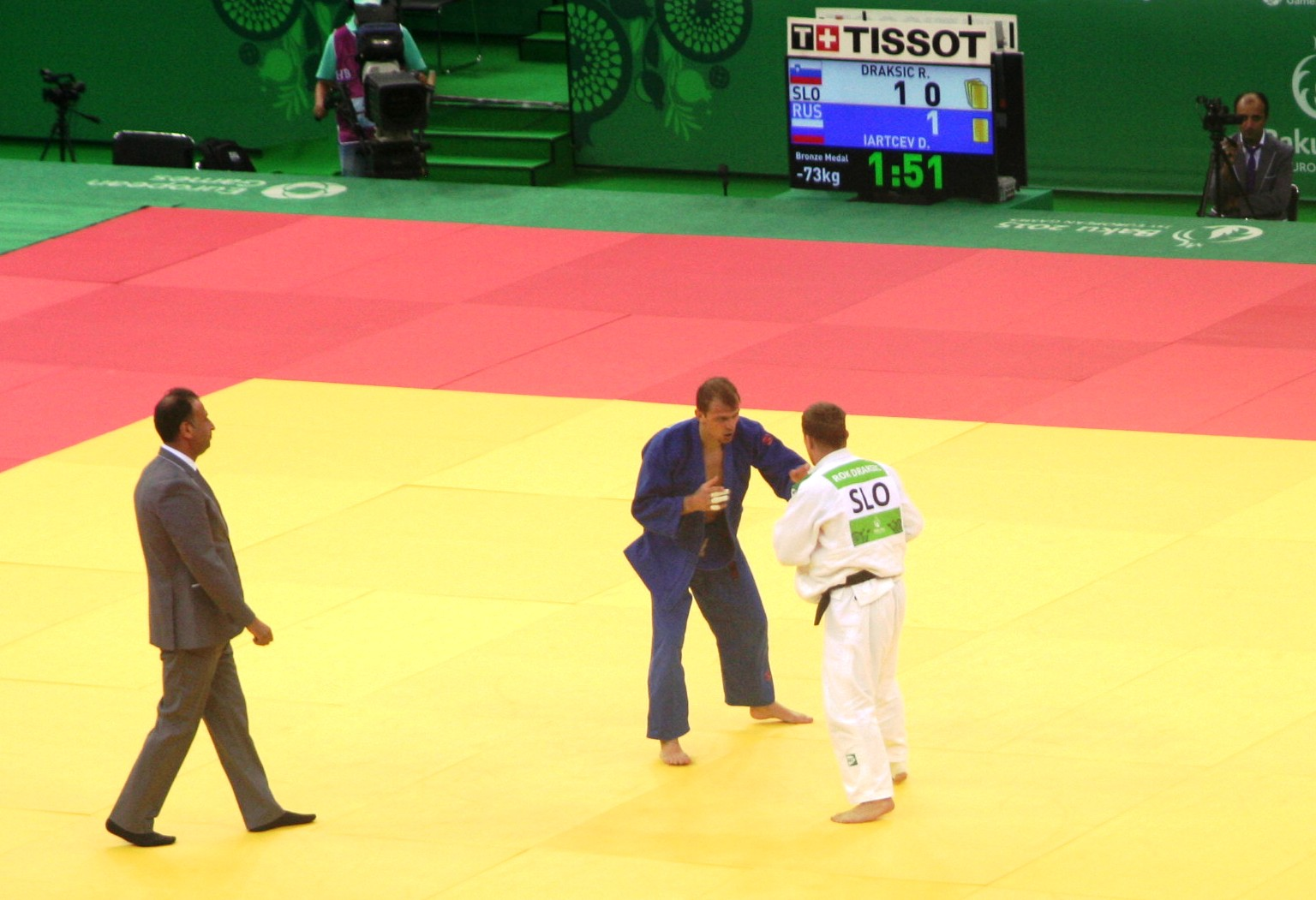
Схватка за бронзу между Роком Дракшичем и Денисом Ярцевым (до 73 кг)
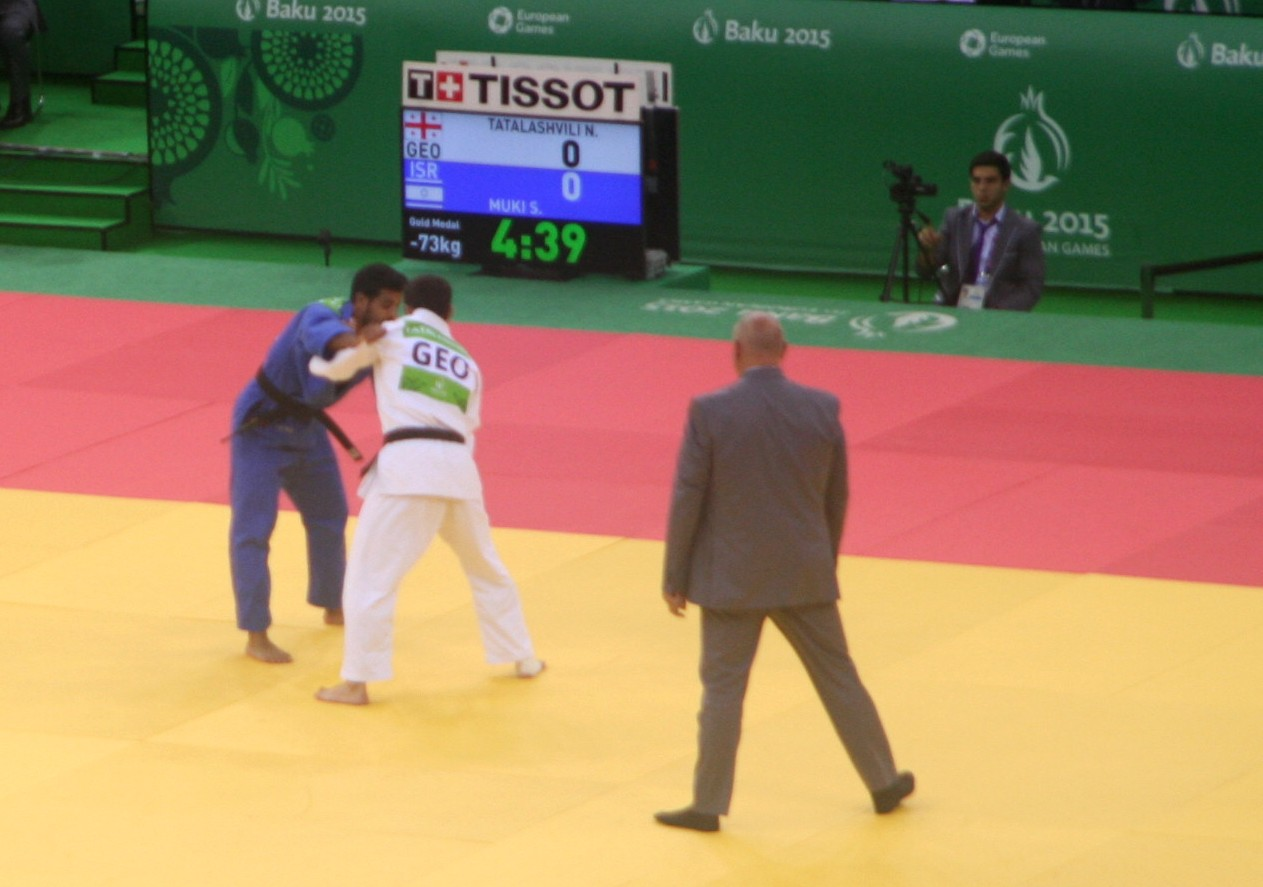
Финальная схватка между Нугзаром Таталашвили и Саги Муки (до 73 кг)
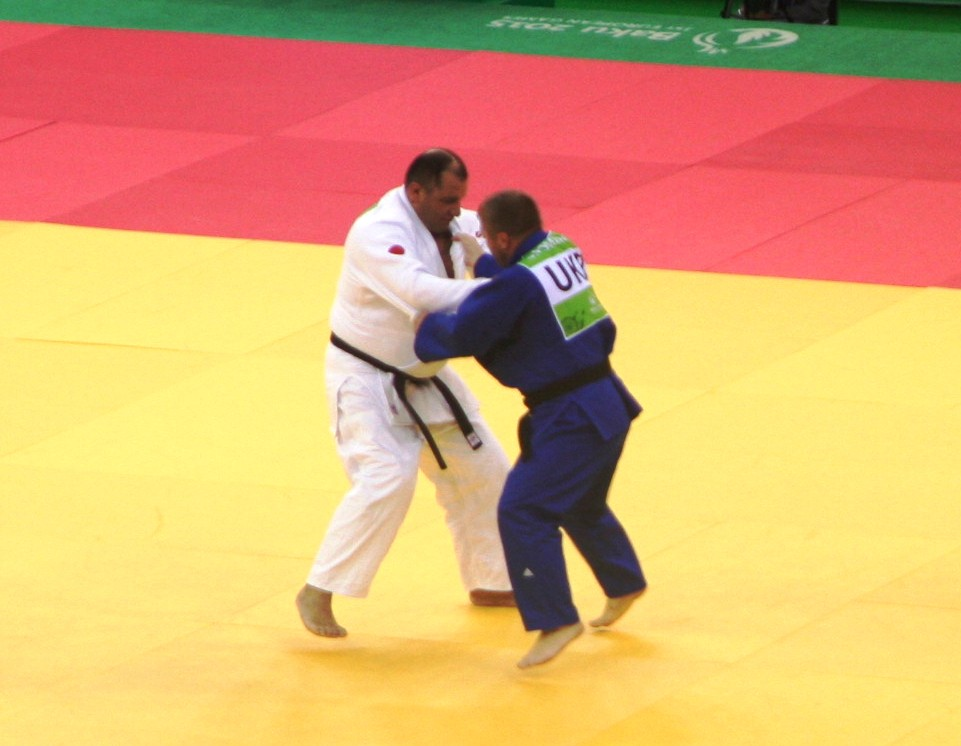
Финальная схватка между Ильхамом Закиевым и Александром Поминовым (слепые, от 90 кг)
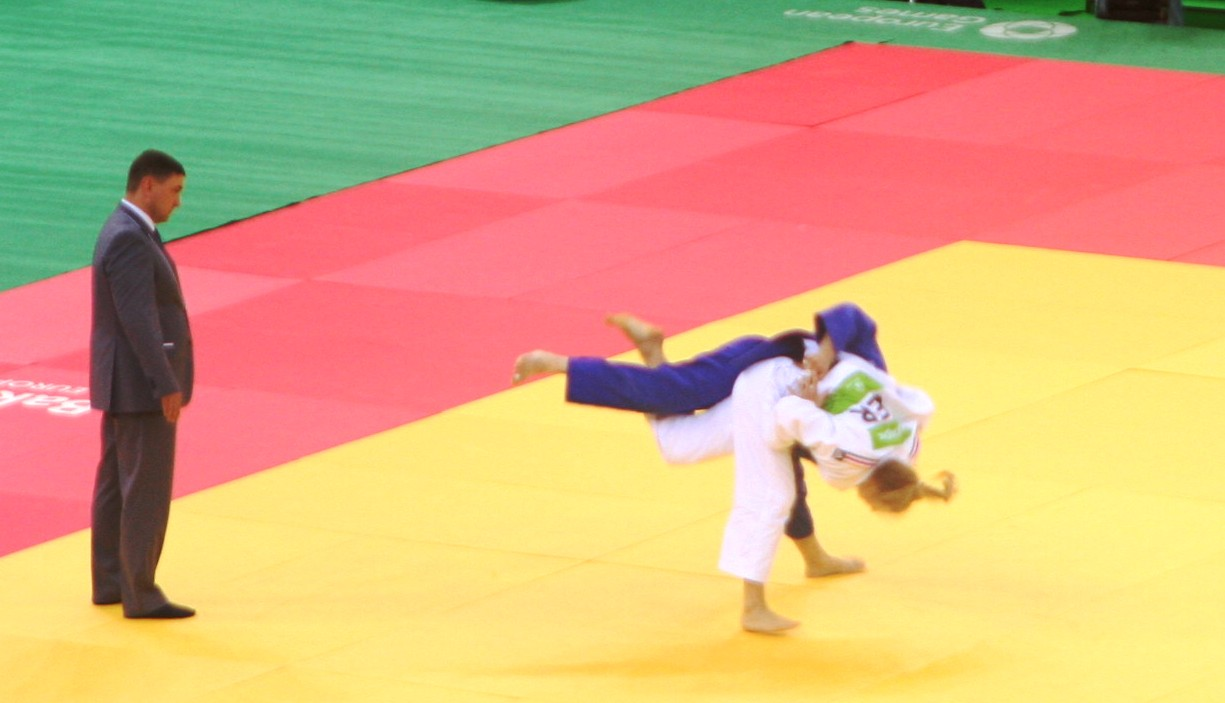
Финальная схватка между Мартиной Трайдос и Тиной Трстеняк (до 63 кг)
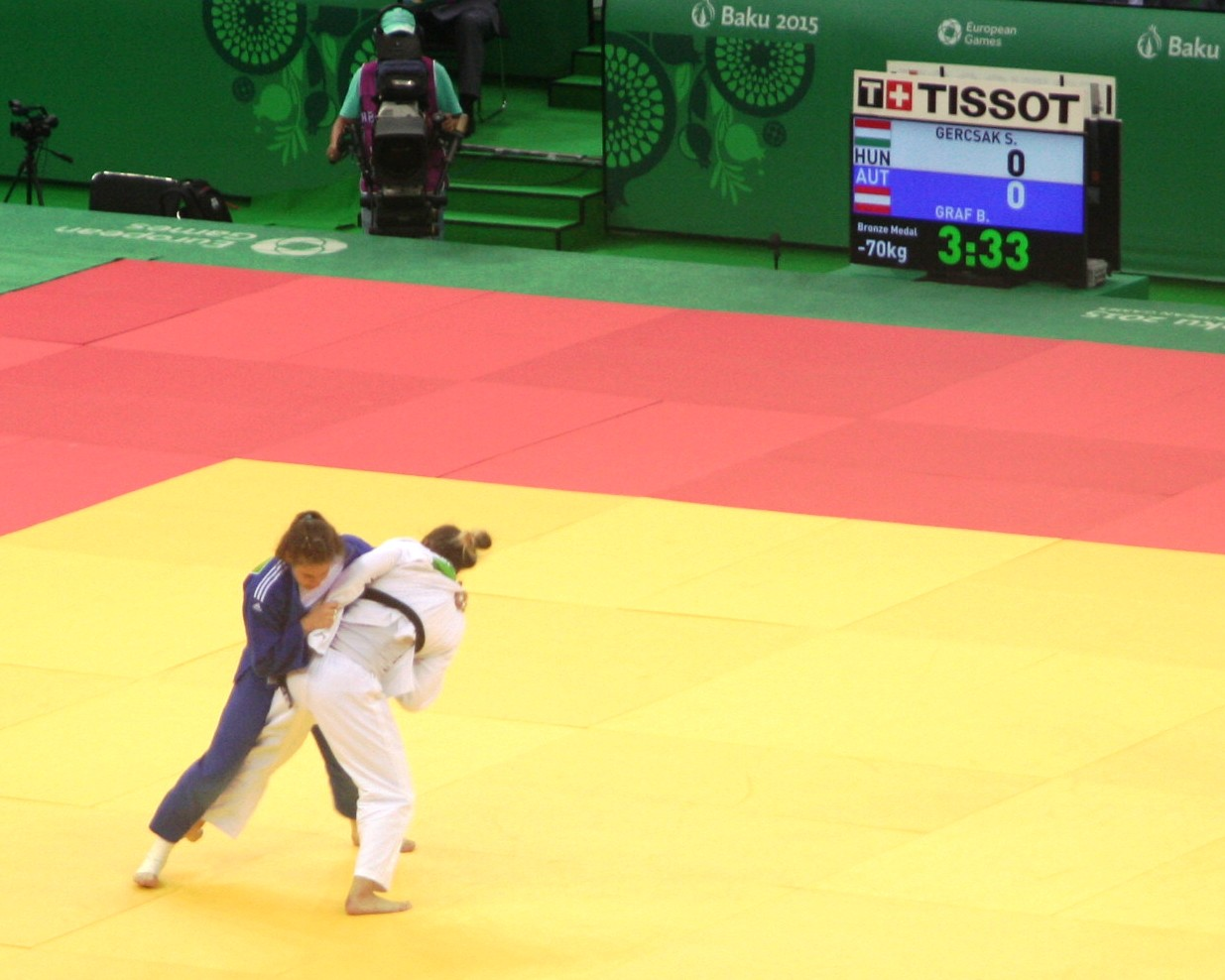
Схватка за бронзовую медаль между Бернадетте Граф и Сабиной Гершак (до 70 кг)
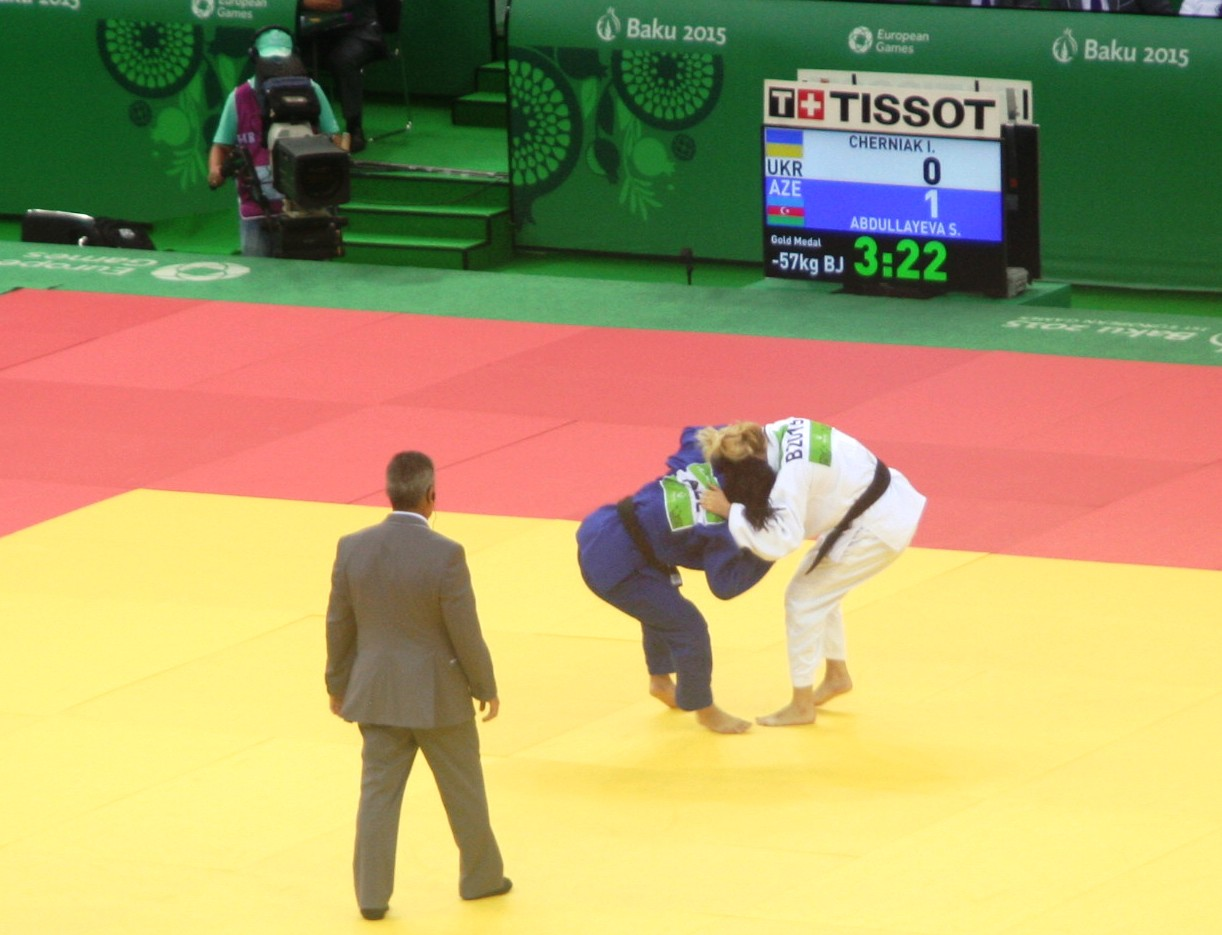
Финальная схватка между Сабиной Абдуллаевой и Инной Черняк (слепые, до 57 кг)
Спортивно-концертный комплекс имени Гейдара Алиева